# Schloss Gesmold
Das Schloss Gesmold ist ein zweiflügeliges Renaissanceschloss im Meller Stadtteil Gesmold in Niedersachsen. Es befindet sich in unmittelbarer Nähe der A 30.

## Geschichte
Der früheste namentlich bekannte Gutsherr ist Bernhard von Gesmel. Er zog 1215 als Ritter ins Heilige Land.
Das heutige Schloss bestand anfangs nur aus einem Wohn- und Fliehturm, der noch zum ursprünglichen Baubestand aus der 2. Hälfte des 12. Jahrhunderts gehören dürfte. In den Jahren 1544 bis 1559 wurde er zu einem Schloss ausgebaut. Die Schlossanlage hatte zwei Vorburgen und war von drei Befestigungsgräben umgeben. Über diese führte jeweils eine Zugbrücke zum Hauptgebäude.
Unter den Osnabrücker Bischöfen wurde der Hof im Süden und Westen durch eine Mauer geschlossen. Am Ende des 17. Jahrhunderts wurde die Vorburg errichtet und die ringförmigen Gräften durch die heutigen Wassergräben ersetzt. 1835 wurde die Gräfte zwischen den beiden Vorburgen zugeschüttet.
In der Barockzeit wurden ein französischer Garten mit Freitreppe, eine Orangerie und ein Wildgehege angelegt. Später wurden Garten und Park im englischen Stil umgestaltet.
Es befinden sich vier Evangelistenstatuen auf dem Turm des Schlosses, die aus der Zeit stammen, als dem Bischof von Osnabrück das Schloss gehörte.
Die Besitzer des Schlosses waren:
- 1215–1400: von Gesmel
- 1400–1540: von dem Bussche (durch Heirat) – Die Erbin Anna von dem Bussche heiratet 1541 Hermann von Amelunxen
- 1540–1608: von Amelunxen (durch Heirat) – Cord von Amelunxen verkauft das Gut 1608 an den Osnabrücker Fürstbischof Philipp Sigismund von Braunschweig-Wolfenbüttel (1568–1623)
- 1608–1664: Bischof von Osnabrück (durch Kauf)
- 1664–heute: von Hammerstein (durch Tausch) – Fürstbischof Ernst August I. tauscht mit seinem Hofmarschall Georg Christoph von Hammerstein gegen die Güter Scheventorf und Schleppenburg

Schloss Gesmold ist der Geburtsort des Jesuitenpaters und Schriftstellers Ludwig von Hammerstein (1832–1905).

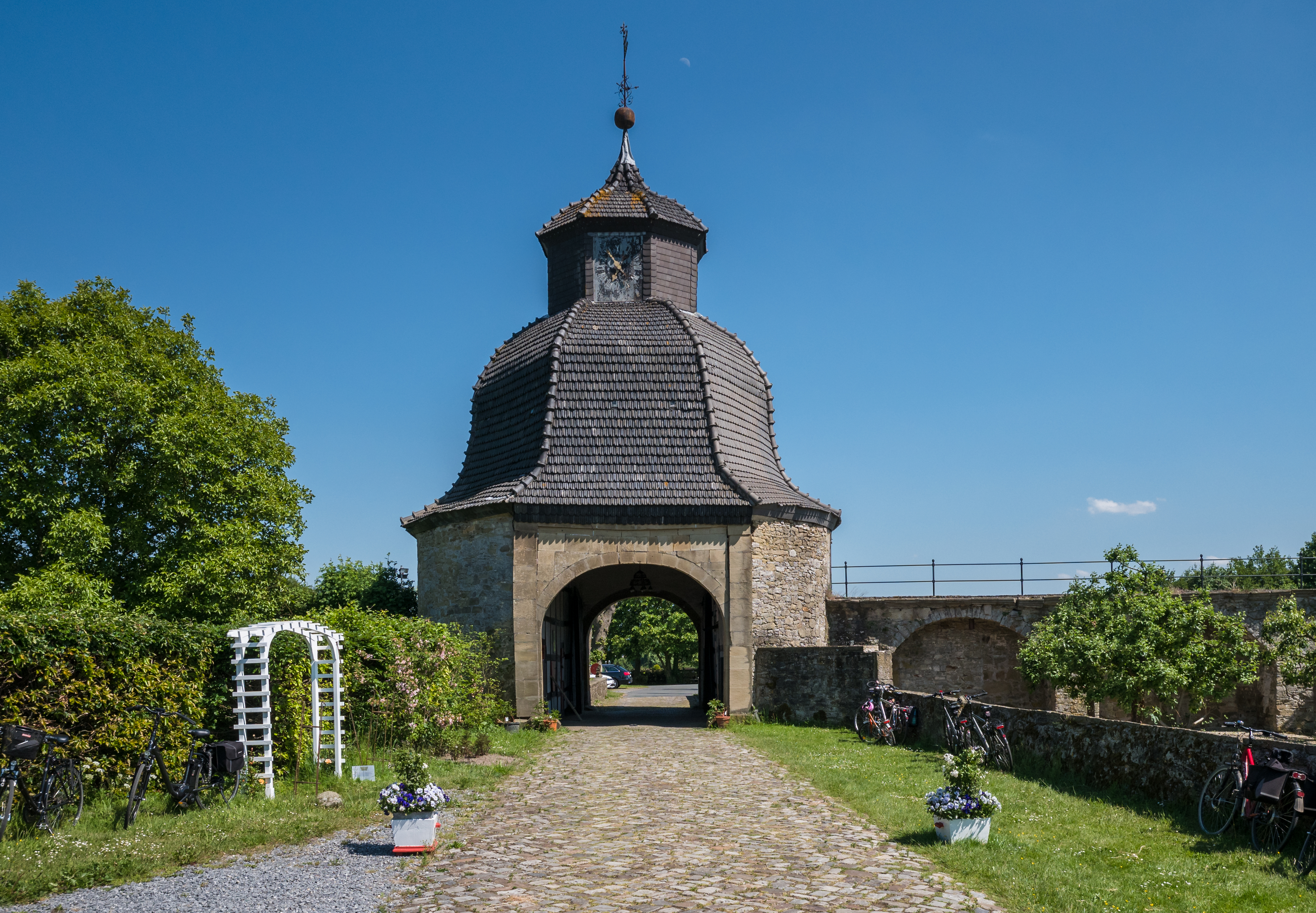
Torgebäude
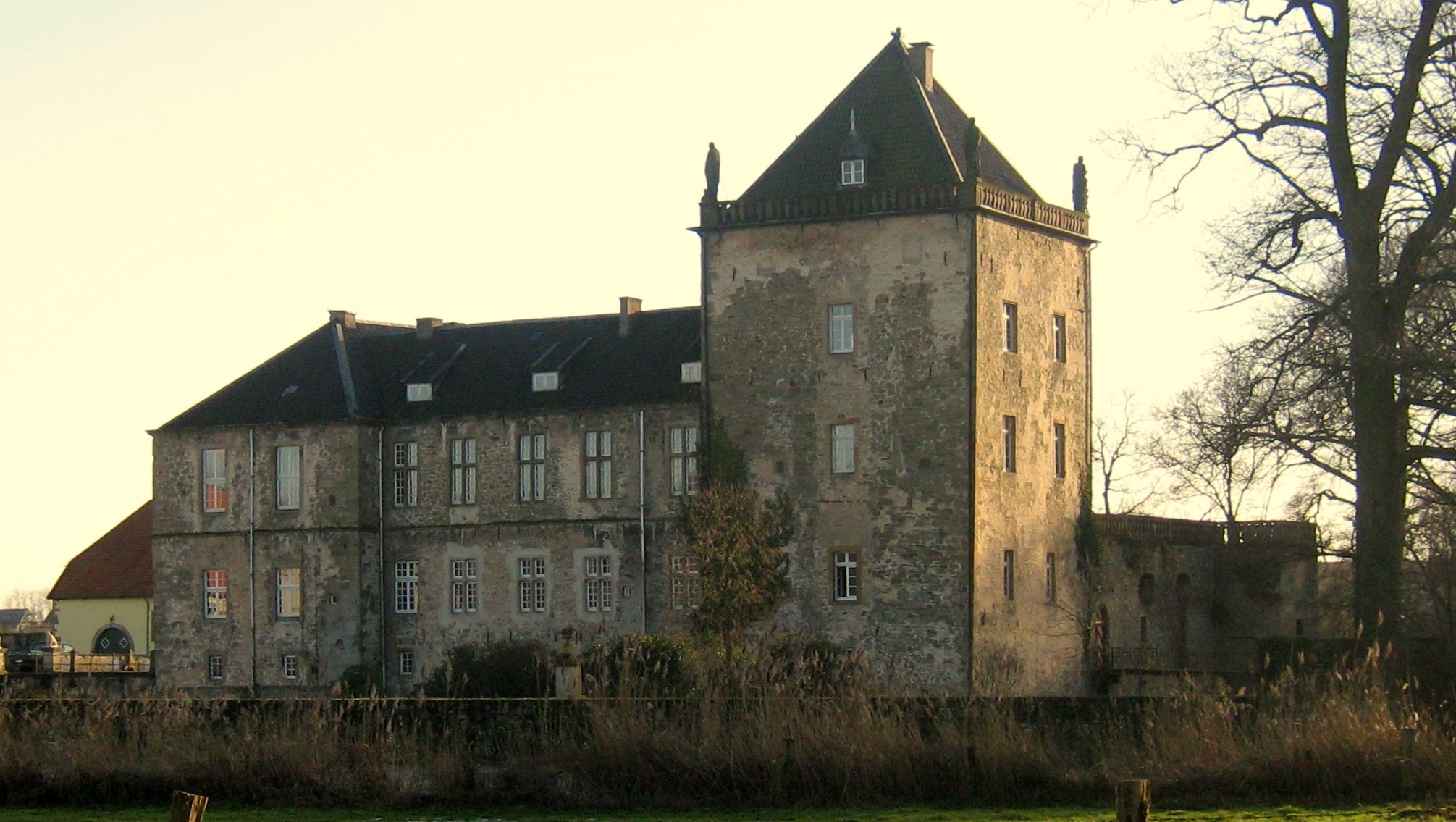
Seitenansicht
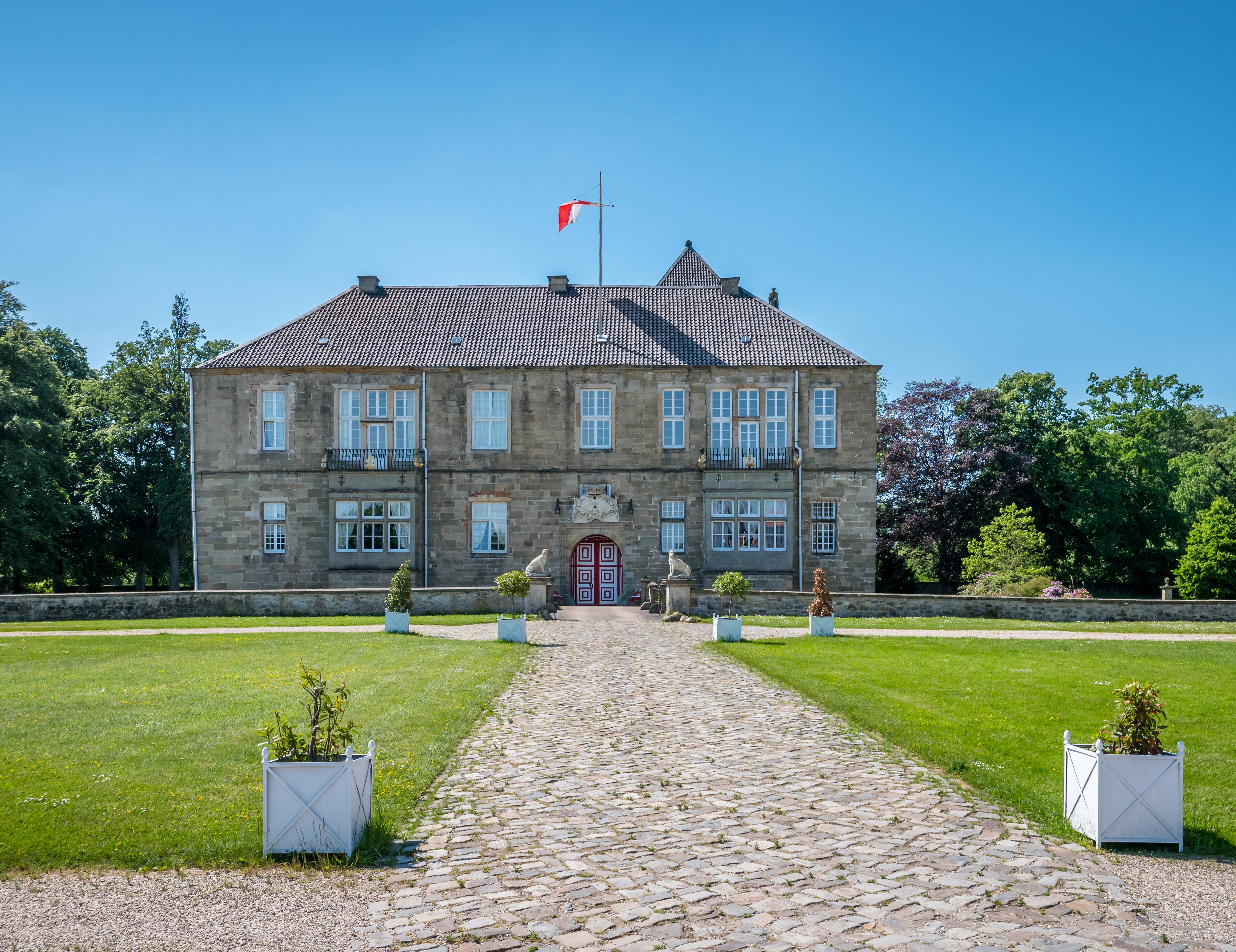
Hauptgebäude des Schlosses
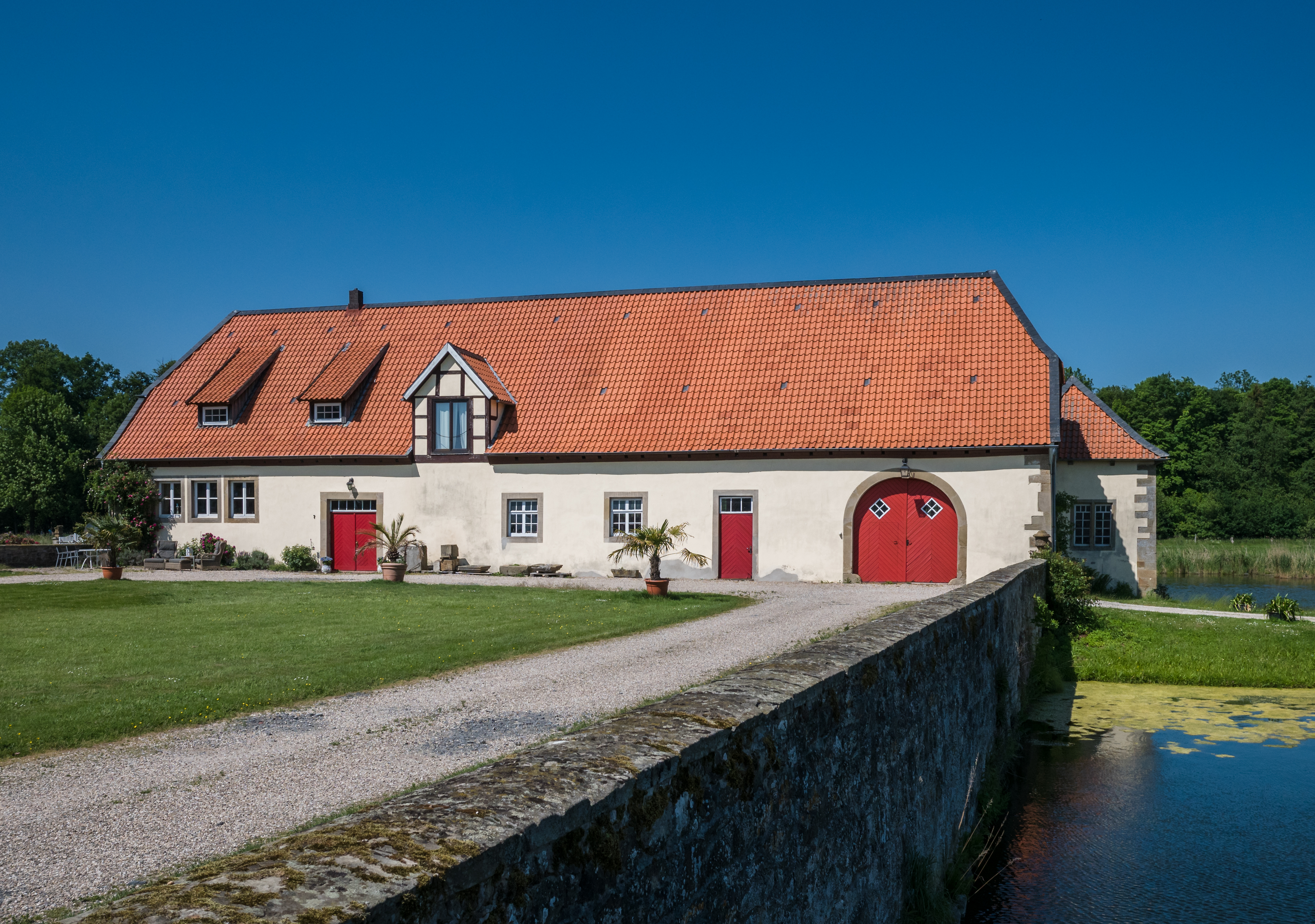
Stallgebäude

## Beschreibung
Der Kern der Anlage besteht aus einem viergeschossigen, quadratischen Wohnturm, in dem fünf Steinkugeln – evtl. Zeugen einer erfolglosen Belagerung 1436 – eingemauert sind. Der Turm konnte ursprünglich nur über einen Hocheingang 2 m über dem Boden betreten werden. Die ursprünglichen Lichtschlitze sind in der Neuzeit durch Fenster ersetzt worden. Im Osten des Turmes schließt sich ein Verbindungsbau zum zweigeschossigen Wohnbau an. Im Westen und Süden wird die Hauptburg durch zwei Mauern abgeschlossen, an deren Treffpunkt ein quadratischer Turm steht. Um den Wohnturm zogen sich ursprünglich drei ringförmige Gräften mit dazwischen liegenden Wällen. In der inneren Vorburg befinden sich Wohn- und Verwaltungsgebäude, eine Orangerie und ein ehemaliges Brauhaus. Die äußere Vorburg enthält Wirtschaftsgebäude und Gärten. Den Zugang bildet ein barockes Torhaus.